# Латин-метал
Латин-метал или латинский метал (англ. Latin metal) — поджанр хеви-метал-музыки с латиноамериканскими корнями, влияниями и инструментами, такими как испанский вокал, перкуссия и ритм, как, например, у сальсы. Некоторые южноамериканские группы добавляют также влияния и инструменты, заимствованные из этнической музыки, относящейся к музыкальным традициям коренных народов Америки.

## История
Одно из первых упоминаний этого термина принадлежит критику Роберту Кристгау, который назвал музыку Карлоса Сантаны 1970-х годов «латин-метал-поп», что делает его возможным предшественником этого жанра.
Латинский метал появился в 1970-х и 1980-х годах, возникнув во многих странах Латинской Америки, благодаря растущей мировой популярности хэви-метала и хард-рока из Европы (очевидно, включая Испанию, где такие группы, как Barón Rojo и Ángeles del Infierno, пели на испанском языке и достигли международного успеха в 1980-х годах) и Соединенных Штатов, а также Аргентины, где также была важная сцена (Rata Blanca, V8). Он также мог извлечь выгоду из «латинского взрыва» в Соединенных Штатах в 1990-х годах, хотя некоторые критики утверждают, что разрыв между поп-музыкой в стиле Рики Мартина и металлом слишком велик для латинского метала, чтобы извлечь из этого большую выгоду. Тем не менее, звукозаписывающие компании в 1990-х годах стремились извлечь выгоду из подъема латинской поп-музыки, о чем свидетельствует сборник Metalo, изданный на Grita! Records, и включавший песни Ill Niño и Puya, а также группы 1990-х годов, такие как Sepultura и Soulfly, упоминаются как предшественники жанра. В Соединенных Штатах Ill Niño, вероятно, является самым известным представителем жанра; их первые два альбома (с «философскими и двуязычными текстами» на такие темы, как взросление без отца) были коммерчески успешными и обеспечили им сильную ротацию на радио, например, в районе Сан-Антонио.

## Поджанры

### Латиноамериканский фолк-метал
Латиноамериканский фолк-метал, также известный как «доиспанский метал» (англ. Pre-Hispanic Metal) в Мексике и Центральной Америке, «этнический метал» (англ. Ethnic Metal) в Чили, «андский метал» (англ. Andean Metal) в регионе Анд, — результат слияния классических элементов хеви-метала со звуками и ритмами собственной региональной культуры.